# Natrium-22
Natrium-22 of 22Na is een radioactieve isotoop van natrium. Het is een van de drie op Aarde voorkomende isotopen van het element, naast natrium-23 (stabiel) en natrium-24 (radioactief). Van de isotoop komen slechts sporen op Aarde voor.

## Radioactief verval
Natrium-22 ontstaat onder meer bij het radioactief verval van magnesium-22 en aluminium-23. Zelf vervalt het tot de stabiele isotoop neon-22 door uitzenden van een positron:
{\displaystyle {\ce {{^{22}_{11}Na}->{^{22}_{10}Ne}+{e^{+}}+{\nu }_{e}}}}
De halveringstijd is relatief lang: 2,6 jaar.
17Na · 18Na · 19Na · 20Na · 21Na · 22Na · 22mNa · 23Na · 24Na · 24mNa · 25Na · 26Na · 27Na · 28Na · 29Na · 30Na · 31Na · 32Na · 33Na · 34Na · 35Na · 36Na · 37Na